# Championnat du Danemark de football 1916-1917
Navigation
Saison précédente Saison suivante
La saison 1916-1917 du Championnat du Danemark de football était la 4e édition d'une compétition de niveau national au Danemark.
Dix clubs participent à la compétition nationale. Les 6 clubs de Copenhague disputent un championnat qui offre aux 2 premiers une place en phase finale nationale où ils retrouvent le vainqueur d'un tournoi qui oppose les champions des autres régions du Danemark. 
C'est le KB Copenhague qui remporte la finale nationale en battant l'Akademisk Boldklub. C'est le 3e titre de champion du Danemark de l'histoire du club.

## Les 10 clubs participants
| - Région de Copenhague : - KB Copenhague - B 93 Copenhague - BK Frem Copenhague - Boldklubben 1903 - Akademisk Boldklub - Velo Hellerup | - Champions régionaux : - Vejen SF - Odense BK - Fredriksborg IF - BK 01 Nykobing |

## Compétition

### Tournoi de Copenhague
Les 6 clubs de Copenhague s'affrontent au sein d'une poule où chaque équipe rencontre 2 fois ses adversaires, à domicile et à l'extérieur.
| Rang | Équipe              | Pts | J  | G | N | P | Bp | Bc | Diff |
| ---- | ------------------- | --- | -- | - | - | - | -- | -- | ---- |
| 1    | KB Copenhague       | 15  | 10 | 7 | 1 | 2 | 33 | 14 | +19  |
| 2    | Akademisk Boldklub  | 13  | 10 | 5 | 3 | 2 | 25 | 22 | +3   |
| 3    | B 93 Copenhague (T) | 12  | 10 | 5 | 2 | 3 | 33 | 20 | +13  |
| 4    | Boldklubben 1903    | 11  | 10 | 4 | 3 | 3 | 29 | 27 | +2   |
| 5    | BK Frem Copenhague  | 6   | 10 | 2 | 2 | 6 | 15 | 22 | -7   |
| 6    | Velo Hellerup       | 3   | 10 | 0 | 3 | 7 | 15 | 45 | -30  |

|  | Qualification pour la finale nationale      |
|  | Qualification pour la demi-finale nationale |
|  | (T) : Tenant du titre                       |

- En raison d'un problème d'organisation du championnat, le champion du tournoi de Copenhague dispute la demi-finale nationale et le vice-champion est quant à lui qualifié directement pour la finale.

### Tournoi provincial
La compétition a lieu sous forme de coupe, avec match simple.
|  | Demi-finales    | Demi-finales |                |   | Finale | Finale |
|  |                 |              |                |   |        |        |
|  |                 |              |                |   |        |        |
|  |                 |              |                |   |        |        |
|  | Fredriksborg IF | 0            |                |   |        |        |
|  | Fredriksborg IF | 0            |                |   |        |        |
|  | BK 01 Nykobing  | 1            |                |   |        |        |
|  | BK 01 Nykobing  | 1            | BK 01 Nykobing | 3 |        |        |
|  |                 |              | BK 01 Nykobing | 3 |        |        |
|  |                 | Odense BK    | 2              |   |        |        |
|  | Vejen SF        | Odense BK    | 2              | 2 |        |        |
|  | Vejen SF        |              |                | 2 |        |        |
|  | Odense BK       | 3            |                |   |        |        |
|  | Odense BK       | 3            |                |   |        |        |

- BK 01 Nykobing est qualifié pour la demi-finale nationale.

### Tournoi national

#### Demi-finale
|  | KB Copenhague | 4 - 0 | BK 01 Nykobing |  |  |
|  |               |       |                |  |  |

#### Finale
|  | KB Copenhague | 6 - 2 | Akademisk Boldklub |  |  |
|  |               |       |                    |  |  |

## Bilan de la saison
| Tableau d'Honneur                   |               |
| Compétition                         | Vainqueur     |
| Championnat du Danemark de football | KB Copenhague |